# Сврке (Пећ)
Сврке (алб. Sverkë) је насељено место у општини Пећ, на Косову и Метохији. Према попису становништва из 2011. у насељу је живело 406 становника.

## Становништво
Према попису из 2011. године, Сврке има следећи етнички састав становништва:
| Националност | 2011.        |
| Албанци      | 379 (93,35%) |
| Египћани     | 27 (6,65%)   |
| Укупно       | 406          |

| Демографија | Демографија | Демографија |
| Година      | Становника  | Становника  |
| ----------- | ----------- | ----------- |
| 1948.       | 374         |             |
| 1953.       | 426         |             |
| 1961.       | 515         |             |
| 1971.       | 570         |             |
| 1981.       | 610         |             |
| 1991.       | 631         |             |
| 2011.       | 406         |             |